# شب را با هم شریک شویم
شب را با هم شریک شویم یک آهنگ محبوب است که توسط آوا آلدریج و ادی استروزیک نوشته شده است. این آهنگ که در ابتدا توسط لنی لبلانک و سپس آرتور الکساندر در سال ۱۹۷۶ ضبط شد، بعداً یک تک آهنگ توسط ران هافکین تهیه شد و توسط گروه راک دکتر هوک از آلبوم آنها لذت و درد اجرا شد.  کشباکس نسخه الکساندر را «یک تصنیف غم‌انگیز کثیف، که باید عمیقاً در قلب شنوندگان ریتم اند بلوز، پاپ و مور جا بیفتد» نامید و از «صدای قدرتمند» اسکندر و نحوه خواندن این آهنگ عاشقانه با احساسات خاص تمجید کرد.  «شب را با هم شریک شویم» همچنین در اکثر آلبوم‌های دکتر هوک از جمله برترین آهنگ‌ها و برترین آهنگ‌ها ظاهر شد.  در سال ۱۹۷۸ به شماره ۶ در ایالات متحده و شماره ۳ در کانادا و در سال ۱۹۸۰ به شماره ۴۳ در بریتانیا رسید.